# Rumex transiens
Rumex transiens är en slideväxtart som först beskrevs av Lajos von Simonkai, och fick sitt nu gällande namn av N. N. Tzvelev. Rumex transiens ingår i släktet skräppor, och familjen slideväxter. Inga underarter finns listade i Catalogue of Life.